# Vašica
Vašica (en serbe cyrillique : Вашица) est une localité de Serbie située dans la province autonome de Voïvodine. Elle fait partie de la municipalité de Šid dans le district de Syrmie (Srem). Au recensement de 2011, elle comptait 1 424 habitants.
Vašica, officiellement classée parmi les villages de Serbie, est une communauté locale, c'est-à-dire une subdivision administrative, de la municipalité de Šid. Le village est également connu sous le nom de Mala Vašica.

## Géographie

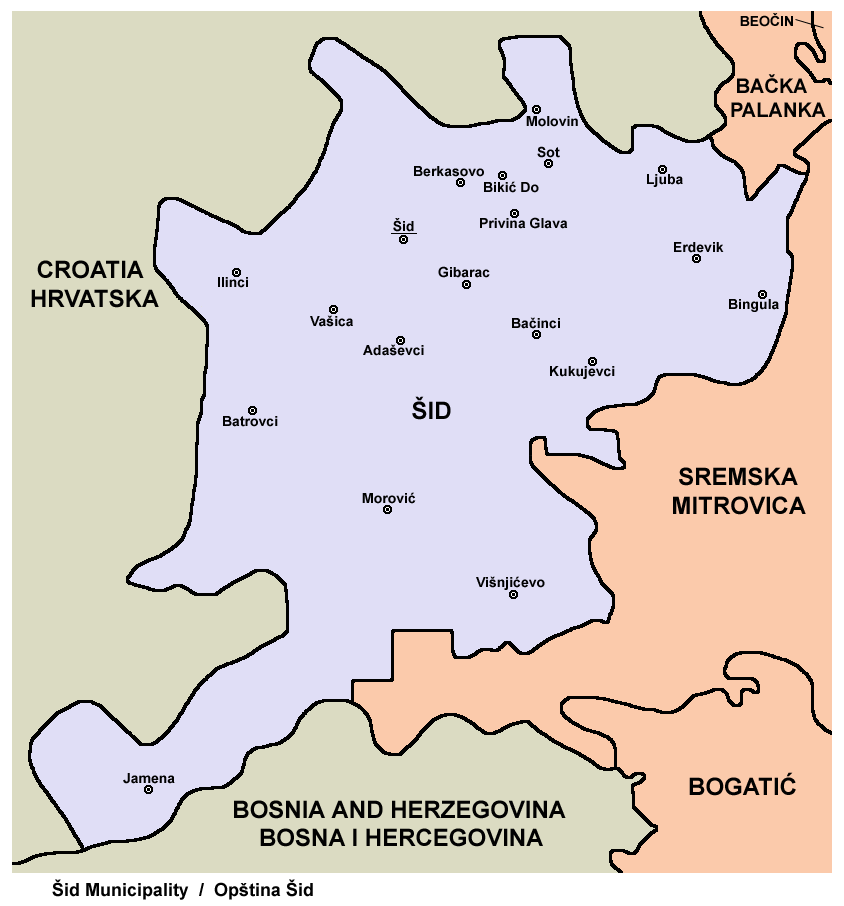
Localisation de Vašica dans la municipalité de Šid

## Démographie

### Évolution historique de la population
| 1948  | 1953  | 1961  | 1971  | 1981  | 1991  | 2002  | 2011  |
| ----- | ----- | ----- | ----- | ----- | ----- | ----- | ----- |
| 2 065 | 2 158 | 2 163 | 1 963 | 1 740 | 1 636 | 1 717 | 1 424 |

|  |

### Données de 2002
Pyramide des âges (2002)
En 2002, l'âge moyen de la population était de 39,9 ans pour les hommes et 43 ans pour les femmes.
Répartition de la population par nationalités (2002)
En 2002, les Serbes représentaient un peu plus de 86 % de la population ; le village abritait notamment des minorités croates (7,2 %) et slovaques (1,4 %).

### Données de 2011
En 2011, l'âge moyen de la population était de 44,2 ans, 42,1 ans pour les hommes et 46,4 ans pour les femmes.